# Бельгия на зимних Олимпийских играх 2002
Бельгия принимала участие в Зимних Олимпийских играх 2002 года в Солт-Лейк-Сити (США) в семнадцатый раз за свою историю, но не завоевала ни одной медали.

## Состав сборной
Бельгию представляли 6 человек (все — мужчины), они соревновались в 3 видах спорта:
- фигурное катание
- шорт-трек
- конькобежный спорт.

Самым молодым участником сборной был фигурист Кевин Ван дер Перрен (19 лет и 191 день), а самым старшим — конькобежец Барт Велдкамп (34 года и 93 дня). Флаг на церемонии открытия Игр нёс шорт-трекист Симон ван Воссель.

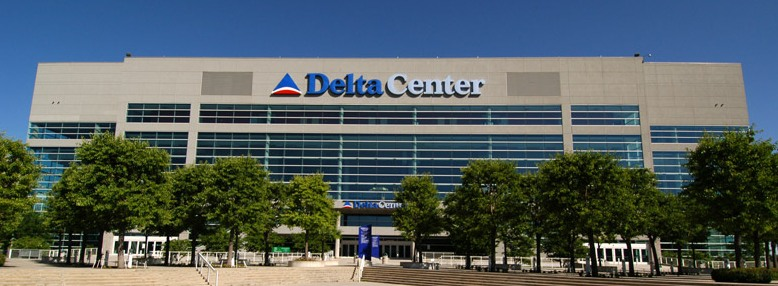
«Солт-Лейк-Айс-Центр»

Соревнования по фигурному катанию и шорт-треку прошли на искусственном льду катка «Солт-Лейк-Айс-Центр»; который ранее назывался «Дельта-Центр».

## Результаты
Лучший результат сборной показал Вим Де Дейн в шорт-треке на дистанции 500 метров.

### Конькобежный спорт
Соревнования по конькобежному спорту прошли с 9 по 23 февраля на крытом высокогорном катке Олимпийский овал Юты. Было разыграно 10 комплектов медалей, по 5 у мужчин и женщин.
Бронзовый призёр прошлой олимпиады Барт Велдкамп бежал дистанции 5000 м и 10000 м, но не сумел повторить успех.
| Спортсмен     | Дистанция | Результат | Результат |
| Спортсмен     | Дистанция | Время     | Место     |
| ------------- | --------- | --------- | --------- |
| Барт Велдкамп | 5000 м    | 6:25.88   | 8         |
| Барт Велдкамп | 10000 м   | 13:37.48  | 9         |

### Шорт-трек
| Спортсмен                                               | Соревнование    | Отборочный | Отборочный | Четвертьфинал | Четвертьфинал | Полуфинал     | Полуфинал     | Финал         | Финал         |
| Спортсмен                                               | Соревнование    | Время      | Место      | Время         | Место         | Время         | Место         | Время         | Место         |
| ------------------------------------------------------- | --------------- | ---------- | ---------- | ------------- | ------------- | ------------- | ------------- | ------------- | ------------- |
| Вим Де Дейн                                             | 500 м           | 43.205     | 8 Q        | 41.832        | 2 Q           | 42.823        | 6 QB          | 42.961        | 7             |
| Вим Де Дейн                                             | 1000 м          | 1:30.950   | 9 Q        | 1:27.785      | 11            | не участвовал | не участвовал | не участвовал | не участвовал |
| Симон ван Воссель                                       | 500 м           | 43.119     | 7 Q        | DSQ           | DSQ           | DSQ           | DSQ           | DSQ           | 16            |
| Симон ван Воссель                                       | 1500 м          |            |            | DSQ           | DSQ           | DSQ           | DSQ           | DSQ           | DSQ           |
| Питер Гизель                                            | 1000 м          | 1:31.290   | 21         | не участвовал | не участвовал | не участвовал | не участвовал | не участвовал | не участвовал |
| Питер Гизель                                            | 1500 м          |            |            | 2:24.161      | 22            | не участвовал | не участвовал | не участвовал | не участвовал |
| Вим Де Дейн Питер Гизель Вард Янссенс Симон ван Воссель | эстафета 5000 м |            |            |               |               | 6:56.389      | 6 QB          | DSQ           | DSQ           |

### Фигурное катание
Соревнования среди мужчин прошли 14 и 16 февраля. Кевин Ван дер Перрен стал 13-м после короткой программы, уступив Ивану Диневу из Болгарии. Но в произвольной Динев выступил хуже и занял 14 место. Таким образом, хотя Кевин занял в протоколе произвольной также 13 место, он стал 12 в итоговом протоколе по сумме двух программ.
| Спортсмен            | Соревнование                | Короткая программа | Произвольная программа | Итог  | Итог  |
| Спортсмен            | Соревнование                | Место              | Место                  | Баллы | Место |
| -------------------- | --------------------------- | ------------------ | ---------------------- | ----- | ----- |
| Кевин Ван дер Перрен | Одиночное катание (мужчины) | 13                 | 13                     | 19.5  | 12    |